# Foster Üzleti Intézet
A Michael G. Foster Üzleti Intézet a Washingtoni Egyetem seattle-i campusán működik.
Az 1917-ben megnyílt iskola 2007. szeptember 7-én felvette Michael G. Foster, az intézmény egykori hallgatója és támogatója nevét.

## Felvétel
Az intézet hallgatóinak többsége az előkövetelményként megjelölt kurzusok elvégzését követően jelentkezhet. A Freshman Direct program részeként a kiemelkedő tanulmányi eredményt felmutató diákok a középiskola elvégzése után közvetlenül felvételizhetnek; 2018-ban a programban résztvevők tanulmányi átlaga 3,91 volt (a maximum érték 4).

## Publikációk
- Foster Business Magazine: az intézet életéről szóló kiadvány[4]
- Journal of Financial and Quantitative Analysis: gazdasági folyóirat[5]

## Nevezetes személyek
- Andrew Brimmer, a szövetségi bankrendszer első afroamerikai vezetője[6]
- Bruce Nordstrom, a Nordstrom vezérigazgatója[7]
- David Bonderman, a TPG Capital társalapítója[8]
- Donald Bren, az Irvine Company elnöke[9]
- Josihiko Mijaucsi, az ORIX vezetője[10]
- Richard Roll, közgazdász[11]
- Ronald „Ron” Oliveira, a Revolut USA vezérigazgatója[12]
- William S. Ayer, az Alaska Airlines vezérigazgatója[13]

## Fordítás
- Ez a szócikk részben vagy egészben  a   Foster School of Business című angol Wikipédia-szócikk ezen változatának fordításán alapul.  Az eredeti cikk szerkesztőit annak laptörténete sorolja fel. Ez a jelzés csupán a megfogalmazás eredetét és a szerzői jogokat jelzi, nem szolgál a cikkben szereplő információk forrásmegjelöléseként.